# Dorota Horzonek-Jokiel
Dorota Horzonek, po mężu Jokiel (ur. 3 lutego 1934 w Nowym Bytomiu, zm. 26 maja 1992 w Bochum) – polska gimnastyczka, trenerka, olimpijka z Helsinek 1952 i Melbourne 1956.
Mistrzyni Polski w konkurencji wieloboju drużynowego (1957, 1958) oraz w ćwiczeniach na równoważni (1957) i ćwiczeniach na poręczach (1958). Wicemistrzyni Polski w skoku przez konia (1952), ćwiczeniach wolnych (1952-1954), ćwiczeniach na równoważni (1953, 1956) oraz w ćwiczeniach na poręczach (1953). Uczestniczka mistrzostw świata 1954, gdzie zajęła w wieloboju drużynowym 6. miejsce oraz 84. miejsce w indywidualnym.
Dwukrotna medalistka Międzynarodowych Igrzyskach Młodzieży i Studentów: srebrna w 1955 w Warszawie i złota w 1957 w Moskwie w drużynie za ćwiczenia z przyborami.
Dwukrotna uczestniczka igrzysk olimpijskich w:
- Helsinkach 1952 gdzie zajęła:
  - 8. miejsce w wieloboju drużynowym
  - 14. miejsce w ćwiczeniach drużynowych z przyrządem
  - 77. miejsce w ćwiczeniach wolnych
  - 79. miejsce w ćwiczeniach na równoważni
  - 79. miejsce w skoku przez konia
  - 86. miejsce w wieloboju indywidualnie
  - 112. miejsce w ćwiczeniach na poręczach
- Melbourne 1956 gdzie zajęła:
  - 3. miejsce w ćwiczeniach drużynowych z przyrządem - zdobywając brązowy medal ex aequo z ZSRR
  - 4. miejsce w wieloboju drużynowym
  - 16. miejsce w skoku przez konia
  - 20. miejsce w ćwiczeniach na poręczach
  - 26. miejsce w ćwiczeniach na równoważni
  - 27. miejsce w wieloboju indywidualnie
  - 59. miejsce w ćwiczeniach wolnych

Po zakończeniu kariery w 1958 roku rozpoczęła pracę z młodzieżą jako trenerka (wraz z mężem Jerzym). Była matką Anity, olimpijki z Moskwy 1980.